# 5152 Labs
5152 Labs è un asteroide della fascia principale. Scoperto nel 1931, presenta un'orbita caratterizzata da un semiasse maggiore pari a 2,6256785 UA e da un'eccentricità di 0,1777791, inclinata di 12,88264° rispetto all'eclittica.